# Горбыль (река)
Горбыль — река в Ромненском районе Амурской области, левый приток Томи. Длина реки — 68 км (от истока Большого Горбыля — 186 км), площадь бассейна — 3280 км².
Образуется при слиянии рек Большой Горбыль и Малый Горбыль. Река течет по территории Зейско-Буреинской равнины в Ромненском районе. Очень извилиста на всём своём протяжении. Много старичных озёр в долине реки, пойма заболочена. Основной приток — Чергаль.
В долине реки в среднем течении расположились несколько сёл Чергалинского сельсовета — Чергали, Смоляное, Придорожное, Хохлатское, Райгородка. Восточнее реки до границы Амурской области населённых пунктов нет.